# Sara Texeira de Mattos
Sara Texeira de Mattos, (Amsterdam, 19 september 1814 - Amsterdam, 2 april 1893) was een Nederlandse adellijk persoon die uit liefhebberij schilderde. Zij is een van de weinige joodse vrouwelijke schilders in de negentiende eeuw.
Sara was een dochter van koopman Benjamin Texeira de Mattos (1784-1844) en Ester Mendes da Costa (±1785-1835).

## Opleiding
Ze volgde een opleiding aan de Koninklijke Academie van Beeldende Kunsten in Amsterdam. Vanaf 1839 was zij erelid. 

## Schilder
Ze exposeerde enkele malen met stillevens in de salons van Amsterdam. Toen zijn in 1882 een tentoonstelling had woonde ze in Baarn.
Naast figuurvoorstellingen waren bloemen en vruchten vaak onderwerp van haar stillevens. Haar werk Waar is het papegaaitje? (1880) hangt in het Joods Historisch Museum.